# James H. Spencer
James H. Spencer est un chef décorateur américain.
Il a notamment travaillé sur les décors de Poltergeist, Gremlins et la série télévisée Lost : Les Disparus.

## Filmographie sélective
- 2008 : The Eye de Xavier Palud et David Moreau
- 2005 : Lost : Les Disparus (série TV)
- 1995 : Fair Game d'Andrew Sipes
- 1994 : Richie Rich de Daniel Petrie
- 1992 : L'Arme fatale 3 de Richard Donner
- 1990 : Gremlins 2 de Joe Dante
- 1989 : Les Banlieusards de Joe Dante
- 1987 : L'Aventure intérieure de Joe Dante
- 1984 : Gremlins de Joe Dante
- 1982 : Poltergeist de Tobe Hooper
- 1981 : Les Bleus d'Ivan Reitman